# Kauth Group
Die Kauth Holding GmbH & Co. KG (Eigendarstellung: Kauth Group) ist ein Automobilzulieferer mit Sitz in Denkingen in Baden-Württemberg. Neben inländischen Standorten unterhält das Unternehmen einen Standort in Kanada. Am Hauptsitz in Denkingen arbeiten rund 300 Mitarbeiter, die weltweite Belegschaft liegt bei rund 520 Beschäftigten.

## Geschichte
1928 gründete Paul Kauth in Spaichingen ein Fuhr- und Taxiunternehmen mit Tankstelle und Reparaturwerkstatt. 1952 Spezialisierte sich das Unternehmen auf die Produktion von Sicherheitsmuttern. 1966 verlagerte das Unternehmen die Produktion nach Denkingen, dem heutigen Hauptsitz, dabei wurde die Produktion um Drehteile erweitert. Seit dem Jahr 1970 werden Muttern auch mittels Kaltumformung produziert. 1975 begann Kauth mit der Blechumformung zur Tubenherstellung. 2003 wurde die Firma um eine Montagefläche erweitert.
2012 wurde die Kauth Werkzeugbau GmbH und im darauffolgenden Jahr die Kauth CNC Technik GmbH gegründet und in Denkingen ein Kundencenter errichtet. 2014 erfolgte die Gründung der Kauth Finnentrop GmbH, mit rund 170 Mitarbeitern der zweitgrößte Standort des Unternehmens. Im Jahr 2018 wurde die Kauth Solingen GmbH gegründet. Zudem wurde mit Kauth North America ein Hauptsitz für den Nordamerikanischen Markt in Kanada errichtet.

## Produkte
Die Kauth Group produziert Achsbefestigungen, Sitzbefestigungen, Gewindeplatten, Elektro, Tank- und Abgassysteme, Tür-,Heck- und Klappscharniersysteme sowie Motor-/ Motorgetriebebefestigungen.